# Stress (canción)
«Stress» —en español: «Estrés»— es una canción compuesta por Tor Hultin e interpretada en noruego por Odd Børre y también por Kirsti Sparboe. Fue elegida para representar a Noruega en el Festival de la Canción de Eurovisión —ocasión en la que la canción fue interpretada por Børre— tras participar en el Melodi Grand Prix en 1968.
A pesar del poco éxito de la canción, ésta se ha convertido en un clásico de culto entre los fanes del Festival de Eurovisión. Una versión abstracta de la actuación de Børre, con el distintivo tartamudeo de los versos, se tocó durante una de las colecciones del especial de Congratulations en 2005.

## Festival de Eurovisión

### Melodi Grand Prix 1968
El certamen noruego se celebró el 3 de marzo de 1968, presentado por Jan Voigt. La canción fue interpretada dos veces: primero por Sparboe con una orquesta grande y luego por Børre. Finalmente, la canción quedó en 2.º puesto con un total de 14 puntos. A pesar de quedar en 2.º puesto, la canción ganadora («Jag har aldri vært så glad i no'en som deg») fue descalificada bajo acusaciones de plagio de la canción «Summer Holiday», de Cliff Richard, así que la canción «Stress» fue elegida para representar a Noruega en el Festival de Eurovisión.

### Festival de la Canción de Eurovisión 1968
Esta canción fue la representación noruega en el Festival de Eurovisión 1968 y, al igual que en los años anteriores, la orquesta fue dirigida por Øivind Bergh.
La canción fue interpretada 13.ª en la noche del 6 de abril de 1968 por Odd Børre, seguida por Pat McGeegan con «Chance of a Lifetime» y precedida por Reino Unido con Cliff Richard interpretando «Congratulations». Al final de las votaciones, la canción había recibido 2 puntos, quedando en 13.º puesto de un total de 17.
Fue sucedida como representación noruega en el Festival de 1969 por Kirsti Sparboe con «Oj, oj, oj, så glad jeg skal bli».

## Letra
En la canción, Børre parece estar conversando con un amigo, mientras trata de inventar una excusa de por qué cogió el “último autobús a casa”. Encuentra esta situación estresante y canta que, en el futuro, espera tener más tiempo.